# Когут Володимир Іванович
Володимир Іванович Когут (2 січня 1936, смт Немирів Львівської області — 24 січня 1997, Львів) — хореограф, педагог, заслужений діяч мистецтв України (1994). Закінчив Львівське культурно-освітнє училище (1967), курси  підвищення кваліфікації при балетмейстерському відділі  ГІТІС ім. А.Луначарського (1967),  Ленінградський ін-т театру, музики і кіно (нині С.-Петербург) (1980).

## Життєпис
Народився 2 січня 1936 року у смт Немирів Львівської області. Батьки Катерина та Іван Когути були репресовані  у 1947 році. 11–річним хлопчиком три роки просидів у колонії у Бережанах, як дитина засланих. Попри складну долю, мав великий потяг до навчання, захопився мистецтвом ще навчаючись в школі.
1950 р. — переїхав до Львова, почав танцювати в хореографічному ансамблі «Чорногора», нині — Заслужений вокально-хореографічний ансамбль України «Галичина», де потім працював репетитором та балетмейстером.
У 1954 р. закінчив львівську середню школу.
1955—1958 рр. — служив у Радянській армії, де був учасником корпусного ансамблю пісні та танцю у м. Рівне.
1960—1961 рр. — соліст балету Станіславської філармонії державного гуцульського ансамблю пісні та танцю.
1961 р. — балетмейстер ансамблю «Поділля» на Вінниччині.
1962 р. — директор і художній керівник ансамблю «Поділля».
1962—1964 рр. — викладач хореографії Канівського культосвітнього училища.
1963—1967 рр. — навчався у Львівському культурно-освітньому училищі.
1962—1965 рр. — навчався на курсах підвищення кваліфікації, заснованих при балетмейстерському відділі ГІГІС ім. А.Луначарського.
1964—1966 рр. — керівник танцювального колективу Вокально-хореографічного ансамблю «Галичина».
1965 р. — старший методист, Львівського обласного будинку народної творчості.
1968—1974 рр. — балетмейстер академічного українського драматичного театру ім. М.Заньковецької, у цьому ж театрі прослужив до 1997 року.
1968 р. — викладач хореографічного відділу у Львівському культурно-освітньому училищі.
1972 р. — викладач хореографії, сценічного руху та балетмейстер в оперній студії Львівської державної консерваторії ім. М.Лисенка.
У 1974 р. — педагог на кафедрі оперної підготовки Львівської державної консерваторія ім. М.Лисенка.
1980 р. — Ленінградський ін-т театру, музики і кіно (нині С.-Петербург).
1993 р. — викладач сценічного руху Вищий музичний інститут ім. М.Лисенка.
1994 р. — доцент кафедри оперної підготовки.
Брав активну участь в громадському житті, участь в республіканських і всесоюзних семінарах з хореографії. Як хореограф брав участь у постановці низки вистав  в Оперній студії Вищого музичного  інституту. Окрім постановницької діяльності  у театрі ім. М. Заньковецької, був також педагогом студії при театрі, виховував у своїх учнів не тільки високу професійну майстерність, але й любов до танцю й до руху. Протягом творчої кар'єри майстер працював із кращими колективами та театрами України. Зокрема, здійснив хореографічні постановки для вистав Національного театру ім. М. Заньковецької, Івано-Франківського обласного академічного театру ім. І. Франка, Оперної студії Львівської Національної музичної академії ім. М. Лисенка, активно співпрацював у Львівському ТЮГу з Романом Віктюком. Був хореографом-постановником вистав у музично-драматичному театрі ім. Ю. Дрогобича (м. Дрогобич). До сьогодні на сцені Національного театру ім. М. Заньковецької можна побачити хореографію майстра у романтичній опереті «Шаріка» Я. Барнича, де показана одна зі сторінок життя галицької інтелігенції — Січових Стрільців (режисер-постановник Федір Стригун).

## Родина
Дружина — Любов-Ксенія Петрівна Когут, дочка — Оксана Володимирівна Когут — комерційний директор Київського національного академічного театру оперети, онук — Андрій Гливка — радник міністра фінансів України в Міністерство фінансів України.

## Хореографічні постановки
Перший український театр для дітей та юнацтва
- 1967 — «Місто без любові» Я. Устінов, режисер  Р. Віктюк
- 1967 — «Дон-Жуан» С. Альшина, режисер Р. Віктюк
- 1967 — «Чари сотяки» В. Сідака, режисер Н. Гудімова
- 1968 — «Будиночок-пряничний» М. Стеглика, режисер А. Куниця
- 1968 — «Пляшечки» О. Хмелика, режисер А. Куниця
- 1969 — «Летіло семеро гусей»  А. Левинського, В. Ейранова, режисер А. Куниця
- 1972 — «По зорі» В. Гжицького, режисер Я. Маланчук
- 1989 — «Мина Мазайло» М. Куліша, режисер М. Лукавецький «Чари сопілки»

Львівський обласний академічний музично-драматичний театр ім. Ю.Дрогобича
- 1981 — «Ніч на полонині» О. Олеся
- 1983 — «Трембіта»
- 1983 — «У неділю рано зілля копала»
- 1986 — «Розлучення по-варшавськи»

Національний академічний український драматичний театр ім. М. Заньковецької
- 1961 — «Невольник» М. Кропивницького, режисер О. Ріпко
- 1963 — «Лиха доля» («Циганка Аза») М. Старицького, режисер С. Сміян
- 1967 — «На Івана Купала» М. Стельмаха, режисер О. Ріпко
- 1968 — «На сьомому небі» М. Зарудного, режисер М. Гіляровський
- 1968 — «Не судилось» М. Старицького, режисер Р. Степаненко
- 1969 — «Ніч на полонині» О.Олеся, режисер В. Лисюк
- 1969 — «Блакитна троянда»  Л. Українки, режисер М. Гіляровський
- 1969 — «Маруся Богуславка» М. Старицького, режисер Омельчук
- 1973 — «Принцеса і огородник»  Вл. Кшемінського, режисер А. Ротенштейн
- 1973 — «Човен хитається» Я. Ґалана, режисер О. Ріпко
- 1976 — «Дами і гусари» О. Фредра. режисер З. Хшановський
- 1976 — «Украдене щастя» І. Франка, режисер С Данченко
- 1980 — «Звичайне чудо» Є. Шварца, режисер Б Сусловський
- 1981 — «По щучому велінню» М. Кропивницького, режисер Б. Сусловський
- 1982 — «Маскарад» М. Лермонтова, режисер О. Ріпко
- 1986 — «Ой, не ходи Грицю та й на вечорниці» М. Старицького, режисер  М. Лукавецький
- 1988 — «Гайдамаки» Т. Шевченка, режисер Ф.Стригун Івано-Франківський національний академічний обласний музично-драматичний театр імені Івана Франка
- 1989 — «Маруся Чурай» Л. Костенко, режисер Ф. Стригун
- 1995 — «Шаріка, або кохання січового стрільця» Я. Барнича, режисер Ф. Стригун

Івано-Франківський обласний академічний український музично-драматичний театр ім. І.Франка
- «Захар Беркут»

Оперна студія Львівської державної консерваторії ім. М. В. Лисенка
- 1972 — «Милана» П. Майбороди
- 1977 — «Дон Жуан», В. А. Моцарта, режисер В. Дубровський
- 1978 — «Алеко» С. Рахманінова
- 1979 — «Ноктюрн» М. Лисенка
- 1979 — «Заграва» А. Кос-Анатольського
- 1980-ті рр. — «А зорі тут тихі» К. Молчанова
- 1980 — «Іоланта» П. Чайковського, режисер В. Дубровський
- 1982 — «Таємний шлюб» Д. Чімароза, режисер В. Тітов
- 1982 — «Мусусі» А. Хевелева, режисер В. Дубровський
- 1990 — «Купало» А. Вахнянина, режисер Ф. Стригун
- 1993 — «Роксолана»  Є. Станковича, режисер М. Лукавецький
- 1990 — «Запорожець за Дунаєм» С. Гулак-Артемовський
- 1992 — «Севільський циюльник» ДЖ.Россіні
- 1993 — «Травіата» Дж. Верді
- 1994 — «Євгеній Онєгін» П. Чайковського
- 1995 — «Шукачі перлів» Ж. Бізе
- 1995 — «Любовний напій» Г. Доніцетті

## Нагороди
- Заслужений діяч мистецтв України  (1994);
- Почесна відзнака «Хрест звитяги»  - за заслуги у національно-визвольній боротьбі в утворенні та розбудови української держави (нагороджений посмертно).